# الكرة الطائرة في الألعاب الأولمبية الصيفية 2016
مسابقات الكرة الطائرة في الألعاب الأولمبية الصيفية 2016 في ريو دي جانيرو أقيمت في الفترة 6 إلى 21 أغسطس. 24 فريق كرة طائرة و48 فريق كرة طائرة شاطئية بمجموع 386 رياضيا شاركوا في المسابقات. كانت منافسات الكرة الطائرة في الأماكن المغلقة مقرها في صالة جيناسيو دو ماراكانازينيو في ماراكانا، و كرة الطائرة الشاطئية مقرها على شاطئ كوباكابانا.

## الفعاليات
هناك أربع فئات في كرة الطائرة مخصص لكل منها ميدالية ذهبية:
- الكرة الطائرة صالة - الرجال (12 فريقا و 144 الرياضيين)
- الكرة الطائرة صالة - نساء (12 فريقا و 144 الرياضيين)
- الكرة الطائرة الشاطئية - الرجال (24 فريقا، 48 الرياضيين)
- الكرة الطائرة الشاطئية - للسيدات (24 فريقا، 48 الرياضيين)

## التأهيل والدول المشاركة
يسمح لكل لجنة أولمبية وطنية بالمشاركة بفريق من الرجال وآخر للنساء في بطولة الكرة الطائرة للصالات وفريقين من الرجال وفريقين للنساء في الكرة الطائرة الشاطئية.

### كرة الطائرة للرجال
قالب:الرئيسي
| طريقة التأهل             | التاريخ                 | المكان       | عدد الفرق المتأهلة | المتأهل          |
| ------------------------ | ----------------------- | ------------ | ------------------ | ---------------- |
| البلد المضيف             | 2 تشرين الأول 2009      | كوبنهاغن     | 1                  | البرازيل         |
| كأس العالم 2015          | 8–23 أيلول 2015         | اليابان      | 2                  | الولايات المتحدة |
| كأس العالم 2015          | 8–23 أيلول 2015         | اليابان      | 2                  | إيطاليا          |
| تصفيات أمريكا الجنوبية   | 9–11 تشرين الأول 2015   | ميكويتيا     | 1                  | الأرجنتين        |
| التصفيات الاوروبية       | 5–10 كانون الأول 2016   | برلين        | 1                  | روسيا            |
| التصفيات الأفريقية       | 7–12 كانون الأول 2016   | برازافيل     | 1                  | مصر              |
| تصفيات أمريكا الشمالية   | 8–10 كانون الأول 2016   | إدمونتون     | 1                  | كوبا             |
| التصفيات الآسيوية        | 28 أيار – 5 حزيران 2016 | طوكيو        | 1                  | إيران            |
| التصفيات الدولية الأولى  | 28 أيار – 5 حزيران 2016 | طوكيو        | 3                  | بولندا           |
| التصفيات الدولية الأولى  | 28 أيار – 5 حزيران 2016 | طوكيو        | 3                  | فرنسا            |
| التصفيات الدولية الأولى  | 28 أيار – 5 حزيران 2016 | طوكيو        | 3                  | كندا             |
| التصفيات الدولية الثانية | 3–5 حزيران 2016         | ميكسيكو سيتي | 1                  | المكسيك          |
| المجموع                  | المجموع                 | المجموع      | 12                 |                  |

## الأحداث
سيتم منح أربع مجموعات من الميداليات في الأحداث التالية:
- الكرة الطائرة — الرجال (12 فريقا، 144 رياضيا)
- الكرة الطائرة — السيدات (12 فريقا، 144 رياضيا)
- كرة الطائرة الشاطئية — الرجال (24 فريقا، 48 رياضيا)
- كرة الطائرة الشاطئية — السيدات (24 فريقا، 48 رياضيا)